# Justification (théologie)
Pour les articles homonymes, voir Justification.

Andrés de Vega, De iustificatione doctrina universa, 1572

Dans la théologie chrétienne, la justification est la transformation du pécheur en serviteur juste de Dieu. La doctrine de la justification de l'homme par Dieu exprime en même temps l'exigence radicale que Dieu a envers l'homme et le salut radical que Dieu donne à l'homme qui ne répond pas à cette exigence. La justification annonce le retournement de la condamnation en une grâce, quand Jésus-Christ meurt en tant que rédempteur pour racheter les péchés de l'homme. Le thème de la justification est au cœur de la sotériologie issue de la Bible chrétienne.
La doctrine de la justification par la foi a joué un grand rôle au moment de la Réforme protestante, lorsque Martin Luther, préoccupé par son salut et insatisfait des réponses de l'Église, a réévalué l'importance de l'Écriture en lisant l'épître de Paul aux Romains.

## Le Nouveau Testament
L'apôtre Paul de Tarse définit les hommes comme étant « justifiés par sa grâce » (Romains 3,24). Dans la pensée de l'apôtre, la justification est imméritée. La justification est le processus par lequel Dieu décide de sauver un pécheur (un transgresseur de sa Loi) en dehors de tout mérite de sa part. L'Écriture déclare qu'il n'y a pas de juste, pas même un seul (Romains 3,10), et donc l’autojustification est une impossibilité absolue.
Dieu seul pouvant justifier un pécheur, c'est Lui aussi qui a dû en fournir le moyen. Il l'a fait, continue l'apôtre Paul « par le sang versé par le Christ ». La justification n'est pas une simple amnistie. Elle repose sur un acte de justice de Dieu qui, en Jésus-Christ, assume lui-même la peine et la condamnation liée au péché.
« Lorsque Dieu justifie des pécheurs, il ne déclare pas que des pécheurs coupables sont de braves gens, ni qu'ils sont exempts de péché ; Il les proclame juridiquement justes, c'est-à-dire libres de toute condamnation à l'égard de la loi transgressée, parce qu'il a lui-même, en son Fils, subi la sanction que méritaient leurs transgressions de la loi » (John Stott).

## La foi comme justification

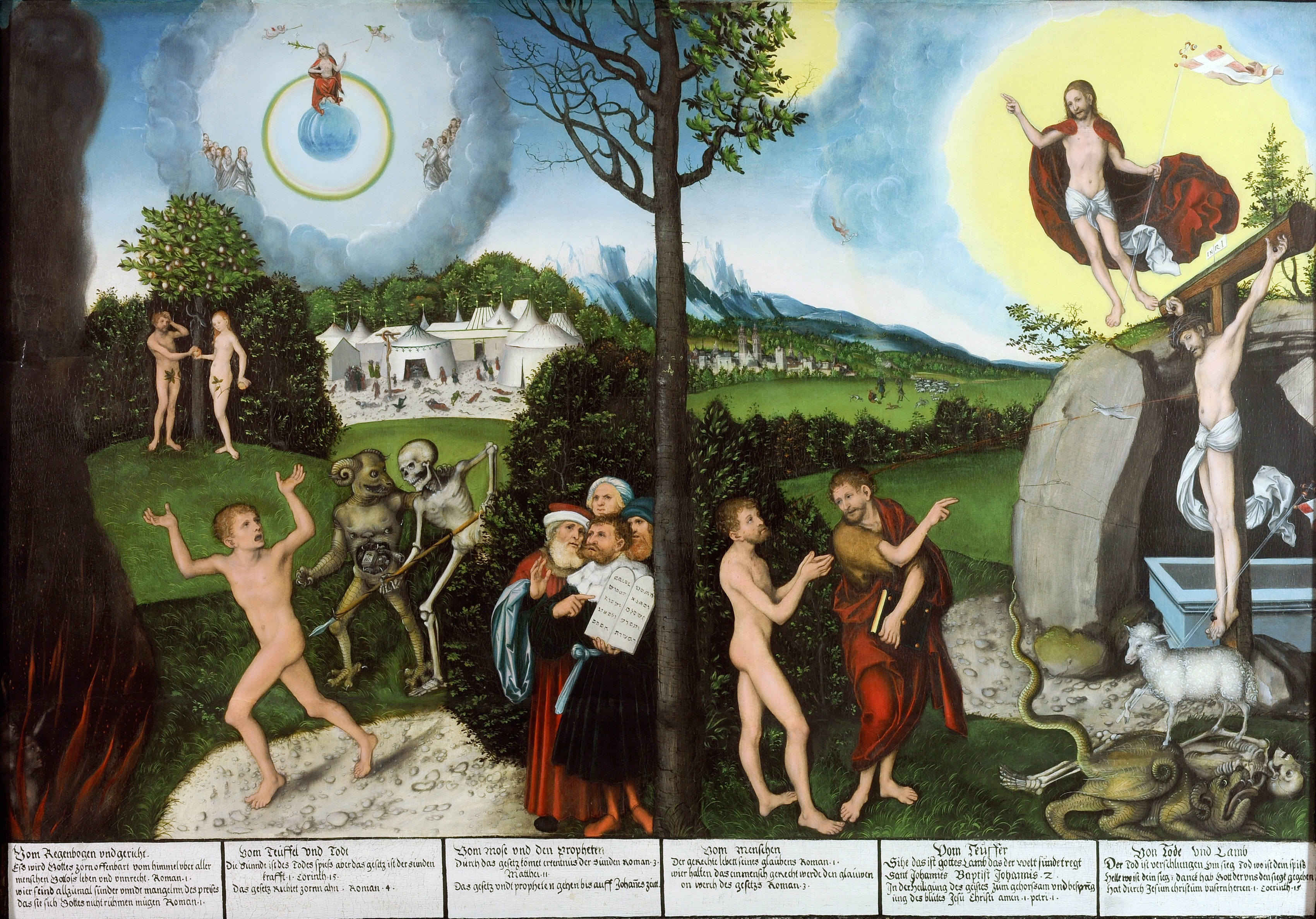
La Loi et la Grâce, par Lucas Cranach l'Ancien (v. 1529), Musée ducal de Gotha.

Le chrétien est justifié par la foi et non par les œuvres, selon l'apôtre Paul. L'opposition entre ces deux termes (fides et acta), flagrante depuis le concile de Trente, s'est estompée avec les travaux de Joseph Ratzinger, en tant que théologien, qui s'inscrivent dans la lignée de Vatican II : dans sa conception de la justification, les chrétiens sont certes justifiés par la foi, mais aussi par les œuvres. Sous le pontificat de Jean-Paul II et de Benoît XVI, catholiques et protestants ont fini par trouver un terrain d'entente qu'ils ont officialisé par des accords écrits en 1999 et 2006.

### Catholicisme
John Henry Newman a donné une réponse nuancée. Dans ses Lectures on Justification (1838), il considère que la justification est le fruit de la foi mais aussi de la grâce : la grâce de Dieu contribue à nous faire vivre avec Dieu, nos actes, nos actions révèlent alors la présence de Dieu. La foi conduit à agir conformément à la volonté de Dieu. Ainsi, pour Newman, la justification est le résultat de la grâce de Dieu, qui nous permet d'agir par la foi conformément à la volonté de Dieu, permettant la justification des personnes par les actes mais surtout par l'action de la grâce en nous.

L'Eglise catholique enseigne, dans son Catéchisme, que la justification provient de la grâce de l'Esprit Saint qui nous communique, par la foi et par le baptême, la justice même de Dieu (§1987). La justification a été « méritée par la Passion du Christ » (§1992). Elle est l'oeuvre de Dieu, à laquelle le chrétien répond en s'y associant ; c'est pourquoi  
Le mérite de l’homme auprès de Dieu dans la vie chrétienne provient de ce que Dieu a librement disposé d’associer l’homme à l’œuvre de sa grâce. L’action paternelle de Dieu est première par son impulsion, et le libre agir de l’homme est second en sa collaboration, de sorte que les mérites des œuvres bonnes doivent être attribués à la grâce de Dieu d’abord, au fidèle ensuite. Le mérite de l’homme revient, d’ailleurs, lui-même à Dieu, car ses bonnes actions procèdent dans le Christ, des prévenances et des secours de l’Esprit Saint. (§2008)
Le mérite est ainsi la fructification des dons du Seigneur. La grâce est à l'origine du processus de justificiation, elle est présente à chaque étape du processus. Dieu seul est l'auteur de la Grâce.

### Protestantisme

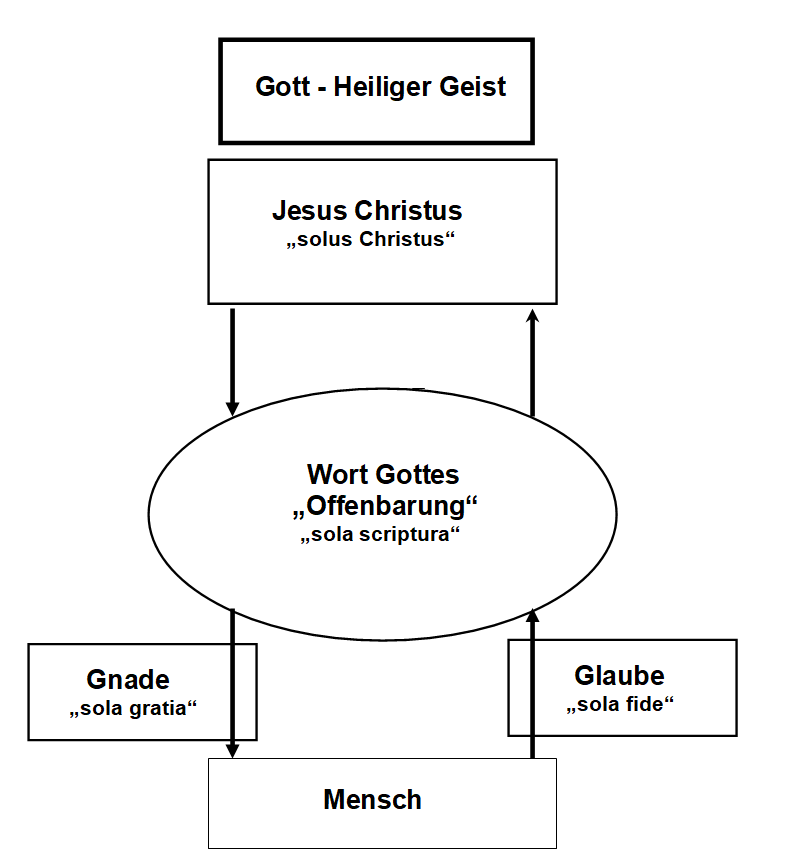
La doctrine de la justification, de Luther, corrigé par P. Blickle.

Dans le protestantisme, dont le christianisme évangélique, la grâce et la foi sont intimement liées, car la foi a pour seul but de s'emparer (s'approprier) de ce que la grâce offre gratuitement. La grâce de Dieu est la source de la justification, le sang versé par le Christ en est le fondement, et la foi le moyen qui nous unit au Christ et nous donne d'être justifiés. Dieu justifie celui qui croit, non en raison de la valeur de sa foi, mais en raison de la valeur de celui sur qui elle repose.

## Désaccords théologiques subsistants
Des différences théologiques subsistent entre les Eglises.

### Le rôle des sacrements dans la justification
Les catholiques considèrent les sacrements comme des moyens de grâce essentiels. Institués par Jésus-Christ et conférant la grâce divine au croyant, ils sont nécessaires au salut et à la croissance spirituelle, restant sauve la possibilité pour Dieu d'agir en dehors de ses sacrement (le baptême ou la confession lorsqu'elle n'est pas possible dans l'immédiat, par exemple). Ce sont les canaux ordinaire de la grâce.
Les luthériens, eux, reconnaissent l'importance des sacrements comme moyens de grâce qui confirment la foi et offrent la nouvelle vie en Christ. Cependant, ils affirment que les sacrements ne sont pas nécessaires au salut, qui est reçu par la foi seule en Jésus-Christ. Pour les luthériens, les sacrements servent plutôt à manifester et à sceller la grâce que Dieu a déjà accordée au croyant.

### Le péché originel
Pour les catholiques, le péché originel est véritablement enlevé par le baptême, seul subsiste le dérèglement du désir causé par le péché des origines : 
5. Si quelqu’un nie que, par la grâce de Notre-Seigneur Jésus-Christ, qui est conférée dans le baptême, la coulpe du péché originel soit remise ; ou soutient que tout ce qu’il y a proprement et véritablement de péché, n’est pas ôté, mais seulement rasé, et n’est pas imputé, qu’il soit anathème ; car Dieu ne hait rien dans ceux qui sont régénérés, parce qu’il n’y a point de condamnation [Rm 8, 1] pour ceux qui sont véritablement ensevelis avec Jésus-Christ dans la mort par le baptême [Rm 6, 4], qui ne marchent point selon la chair [Rm 8, 1], mais qui, dépouillant le vieil homme et revêtant le nouveau qui est créé selon Dieu [Ep 4, 22–24 ; Col 3, 9 s], sont devenus innocents, purs, sans tache ni péché, agréables à Dieu, ses héritiers et cohéritiers de Jésus-Christ [Rm 8, 17] ; en sorte qu’aucun obstacle ne leur ferme l’entrée du ciel. Cependant le saint concile reconnaît et professe que la concupiscence, ou le foyer du mal reste dans les baptisés ; laquelle, ayant été laissée comme un sujet de lutte, ne peut nuire à ceux qui ne consentent pas, et lui résistent vaillamment par la grâce de Jésus-Christ. Cette concupiscence que l’Apôtre appelle quelquefois péché [Rm 6, 12–15 ; Rm 7, 7 ; Rm 7, 14–20], le saint concile déclare qu’elle n’a jamais été prise ni entendue par l’Eglise catholique comme un péché proprement dit, qui reste dans les personnes baptisées ; mais qu’elle est ainsi nommée, parce qu’elle est un effet du pêché et porte au péché (...)

— 5e session du concile de Trente, Décret sur le péché originel, n°5
Pour les luthériens, le péché n'est pas effacé mais dominé :
29. Les luthériens (...) disent que le chrétien est « à la fois juste et pécheur » : Il est entièrement juste car Dieu lui pardonne son péché par la parole et le sacrement, et lui accorde la justice du Christ qui dans la foi devient la sienne et fait de lui, en Christ et devant Dieu, une personne juste. Face à lui-même cependant, il reconnaît par la loi qu’il demeure aussi totalement pécheur, que le péché habite encore en lui (1 Jn 1, 8; Rm 7, 17.20) car il ne cesse de placer sa confiance dans de faux dieux et n’aime pas Dieu avec cet amour sans partage que Dieu, son créateur, exige de lui (Dt 6, 5 ; Mt 22, 36-40 par.). Cette opposition à Dieu est en tant que telle véritablement péché. Cependant, par le mérite du Christ, le pouvoir aliénant du péché est brisé : le péché n’est plus péché « dominant » le chrétien car il est « dominé » par le Christ auquel le justifié est lié par la foi ; ainsi, tant qu’il vit sur terre, le chrétien peut, du moins partiellement, mener une vie dans la justice. Malgré le péché, le chrétien n’est plus séparé de Dieu car, né de nouveau par le baptême et le Saint-Esprit, il reçoit le pardon de son péché par le retour quotidien à son baptême ; ainsi son péché ne le condamne plus et n’entraîne plus sa mort éternelle.[15] Lorsque les luthériens affirment que le justifié est aussi pécheur et que son opposition à Dieu est véritablement péché, ils ne nient pas que, malgré le péché, le justifié n’est plus, en Christ, séparé de Dieu et que son péché est un péché dominé. En cela ils s’accordent avec le partenaire catholique-romain malgré les différences dans la compréhension du péché du justifié.  

— Déclaration conjointe, § 29

### La certitude du salut
Ce point, à l'origine de l'action de Luther, reste une différence en raison de la place des œuvres. Pour les catholiques, en effet, la certitude du salut est un don de Dieu qui peut grandir au fil du temps par la foi et les bonnes œuvres, tandis que pour les luthériens, la certitude du salut est un don de Dieu qui est reçu par la foi seule et ne dépend pas des bonnes œuvres.

#### Notions
- Grâce (religion)
- Justice imputée
- Justice infusée
- Salut (théologie)
- Satisfaction
- Sola fide

#### Histoire
- Cinq solas
- Concile de Trente
- Confession d'Augsbourg
- Déclaration commune sur la justification par la foi
- Articles de Lambeth
- Luthéranisme
- Réforme protestante